# フェリプ・オルティス
フェリプ・オルティス・マルティネス（Felip Ortiz Martínez、1977年4月27日 - ）は、スペイン・カタルーニャ州リェイダ出身の元サッカー選手。現役時代のポジションはGK。単にフェリプ（Felip）とも表記される。

## 略歴
FCバルセロナのカンテラ出身であるが、トップチームデビューは経験出来ずに終わり、以降は主にセグンダ・ディビシオンのクラブを転々としてキャリアを終えた。また、出場経験は無いが、2000年にシドニーオリンピックのスペイン代表へ招集されている。
2012年に現役引退後はラ・マシアで指導者の道に進み、2015年から3年間、一度退職した後に2021年からFCバルセロナBのアシスタントコーチを務めている。